# Čuárvihnjaargâš
Čuárvihnjaargâš är en ö i Finland. Den ligger sjön Enare träsk och  i kommunen Enare  i den ekonomiska regionen Norra Lappland och landskapet Lappland, i den norra delen av landet, 1 000 km norr om huvudstaden Helsingfors. Öns area är 1,1 hektar och dess största längd är 150 meter i sydöst-nordvästlig riktning.